# José Pires Carvalho e Albuquerque

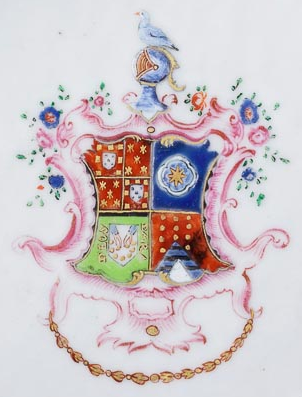
Brasão de armas de José Pires de Carvalho e Albuquerque (Porcelana da China, Qianlong)

José Pires de Carvalho e Albuquerque (? 1808) teve como principal função ao longo de sua vida a de secretário de Estado do Governo do Brasil – cargo que foi comprado por sua família. Além de ocupar o cargo vitalício e hereditário, ele foi intendente da Marinha e Armazéns Reais, provedor e ouvidor da Alfândega da Bahia, vedor geral do exército e deputado da Junta da Real Fazenda. O fazendeiro também era dono do solar Unhão, que fica na Bahia e tinha plantações de tabaco e engenhos de açúcar. Ele detinha o monopólio do comércio do tabaco.
Um dos homens mais poderosos da Bahia no final do século XVIII, José Pires de Carvalho e Albuquerque se envolveu em diversos conflitos, sendo acusado de “ausência de limpeza de mãos” pelo poder metropolitano da Bahia. O secretário de Estado não sofreu nenhuma sanção e passou ileso mesmo com as acusações que recebeu e algumas evidências de sua participação na Conjuração Baiana.
Além disso, ele desempenhou um papel importante na economia e política da Bahia no final do século XVIII. Um dos importantes credores da Real Fazenda, José Pires de Carvalho e Albuquerque foi um dos personagens fundamentais na ascensão política de D. Fernando José de Portugal e Castro, que foi vice-rei do Brasil e também Governador da Bahia e ministro do príncipe-regente D. João.

## Origem e ascensão
Vindo de uma família com origens humildes, José Pires de Carvalho e Albuquerque se aproveitou do fomento mercantilista, que uma das consequências da política ultramarina do ministério pombaliano, em que foi possível ampliar as fortunas e o prestígio através de apadrinhamentos políticos, nomeações para cargos estratégicos e alianças matrimoniais.
Domingos Pires de Carvalho (1640-1708) marca a origem da família. O homem de origens modestas em Portugal, que chegou à Bahia por volta de 1660, fez sua fortuna como comerciante. Seu filho, também chamado de José Pires de Carvalho (1677-1759) foi vereador em Salvador e procurador da Rainha. Depois de comprar o solar do Unhão, que atualmente é sede do Museu de Arte Moderna da Bahia, ele se casou com D. Teresa Cavalcanti de Albuquerque, que era descendente de uma família de senhores de engenho em Pernambuco.
A partir do casamento nasceram José Pires de Carvalho e Albuquerque e Salvador Pires de Carvalho e Albuquerque, ambos membros da Academia dos Esquecidos. O primeiro comprou o cargo de secretário de Estado e o segundo de Alcaidaria-mor. Dos casamentos respectivos nasceram os primos de mesmo nome José Pires de Carvalho e Albuquerque. O herdeiro do cargo de Secretário de Estado se casou com sua prima D. Ana Maria de São José de Aragão.

## Participação na Conjuração Baiana
José Pires de Carvalho e Albuquerque foi acusado de ter participado do levante, além de enriquecimento ilícito, atuação duvidosa nos órgãos de administração local e contrabando. Além disso, as terras do secretário Geral receberam diversas reuniões para a discussão sobre questões da França Revolucionária e organização da revolta e os depoimentos dos réus ainda apontou o envolvimento dele, como outros senhores, prejuízo do comércio com o aumento de tributação sobre alguns itens exportados, especialmente o tabaco.
O fazendeiro do Solar Unhão foi o responsável por sugerir ao governador a comparação das letras dos pasquins com as letras de petições dos milicianos arquivadas na Secretaria de Estado como forma de encontrar os responsáveis pela Conjuração Baiana. Além disso, José Pires de Carvalho e Albuquerque foi o responsável pelo início do movimento “pronta-entrega dos escravos” para corroborar com as denúncias contra os réus de 1798, que foram enforcados em praça pública, e mostrar a sua fidelidade à Coroa portuguesa. Ele cedeu quatro dos seus escravos e buscou e entregou pessoalmente os outros escravos nas casas de Manoel José Vilella – ex-tesoureiro da Real Fazenda que cedeu dois escravos –, do tabelião Bernardino de Senna Araújo, do ouvidor Francisco Vicente Viana, do futuro barão do Rio das Contas e primeiro presidente da Província da Bahia, o tenente-coronel Caetano Maurício Machado, de Maria Francisca da Conceição – cunhada de José Pires Carvalho e Albuquerque, do capitão Paulino de Sá e Tourinho e de Joaquim Pereira Basto. Todos eram proprietários de um escravo cada. Os envolvidos eram donos das maiores fortunas de Salvador em 1798.
Responsável pelo armazenamento da documentação dos agentes das esferas decisórias da política metropolitana da Bahia, José Pires Carvalho e Albuquerque foi quem registrou a correspondência trocada entre as autoridades régias e o governador. Ele também foi o responsável pelo órgão em que as Devassas do Movimento foram recolhidas. Todos os grandes nomes saíram ilesos e sem punição e a entrega de escravos serviu para afastar as suspeitas contra eles.
Além disso, José Pires Carvalho e Albuquerque foi um dos principais credores do governo para conseguir arcar com os déficits dos anos de 1776 e 1778, uma das preocupações da coroa portuguesa que não acreditava que seria possível receber o pagamento do empréstimo de três milhões de cruzados que que D. Fernando José de Portugal e Castro conseguiu.
Em documento do Frei José do Monte Carmelo, é possível ver que há a sugestão de que não foram apenas os mais pobres, que acabaram punidos, que participaram da Conjuração Baiana, dando a entender que as investigações foram encaminhadas. Com isso, os grandes nomes que estariam envolvidos no levante não foram culpados e penalizados. O secretário de Estado também é visto como um exemplo da mistura entre o público e o privado. Um fato curioso a ser citado é que o escravo de José Pires Carvalho e Albuquerque - Ignácio Pires, 20 anos - foi o único entre os entregues pelo grupo de notáveis a ter o direito de se auto justificar.

Sobre a atuação de José Pires Carvalho e Albuquerque, descreveu Patrícia Valim:
“Considerando que o secretário teve quatro de seus escravos indiciados nos processos, e suas ações em relação às investigações são bastante suspeitas, não parece exagerado sugerir que o dito secretário tivesse razões para excluir parte da documentação dos autos das devassas. Corrobora para a hipótese o fato de que José Pires de Carvalho e Albuquerque fez parte de um grupo da elite local muito bem quisto pela administração de d. Fernando”.
Uma curiosidade é o fato de alguns dos senhores de escravos terem dobrado as suas posses, após a Conjuração Baiana, entre eles José Pires de Carvalho e Albuquerque. Junto com Joaquim Inácio de Siqueira e Bulcão, o secretário de Estado era dono de nove engenhos de açúcar em 1805.